# Morawin (powiat kaliski)
Morawin – wieś w Polsce położona w województwie wielkopolskim, w powiecie kaliskim, w gminie Ceków-Kolonia.
W latach 1954–1959 wieś należała i była siedzibą władz gromady Morawin, po jej zniesieniu w gromadzie Kamień. W latach 1975–1998 miejscowość administracyjnie należała do województwa kaliskiego. Wieś położona na trasie Kalisz-Turek.  